# Старобжегокай
Старобжегокай (адыг. Бжыхьэкъоежъ) — аул в Тахтамукайском районе Республики Адыгея России. Административный центр Старобжегокайского сельского поселения.
Расположен на берегу реки Кубани, в 4 км западнее (ниже по течению) поселка Яблоновского. На противоположной стороне реки расположен микрорайон Юбилейный города Краснодара. Основан в 1826 году. Прежнее название аула: Алеуар..

## Население
| 2002  | 2010  | 2013  | 2014  | 2015  | 2016  | 2017  |
| ----- | ----- | ----- | ----- | ----- | ----- | ----- |
| 1491  | ↗1993 | ↗2104 | ↗2167 | ↗2275 | ↗2341 | ↗2409 |
| 2018  | 2019  | 2020  | 2021  | 2023  | 2024  |       |
| ↗2509 | ↗2579 | ↗2670 | ↘2531 | ↗2622 | ↗2748 |       |

По данным Всероссийской переписи 2021 года:
| Народ               | Численность, чел. | Доля от всего населения, % |
| ------------------- | ----------------- | -------------------------- |
| адыги (черкесы)     | 1 308             | 51,68 %                    |
| русские             | 1 072             | 42,35 %                    |
| другие / не указано | 151               | 5,96 %                     |
| всего               | 2 531             | 100,0 %                    |

## Известные уроженцы
- Барчо, Аскер Исмаилович (род. 1946) — заслуженный тренер России.

## Инфраструктура
Есть спортивный комплекс, в котором ежегодно проводится открытый республиканский турнир по греко-римской борьбе.
В ауле имеются мечеть, школа, памятники, посвящённые Великой Отечественной войне.